# أسك وإمبلا

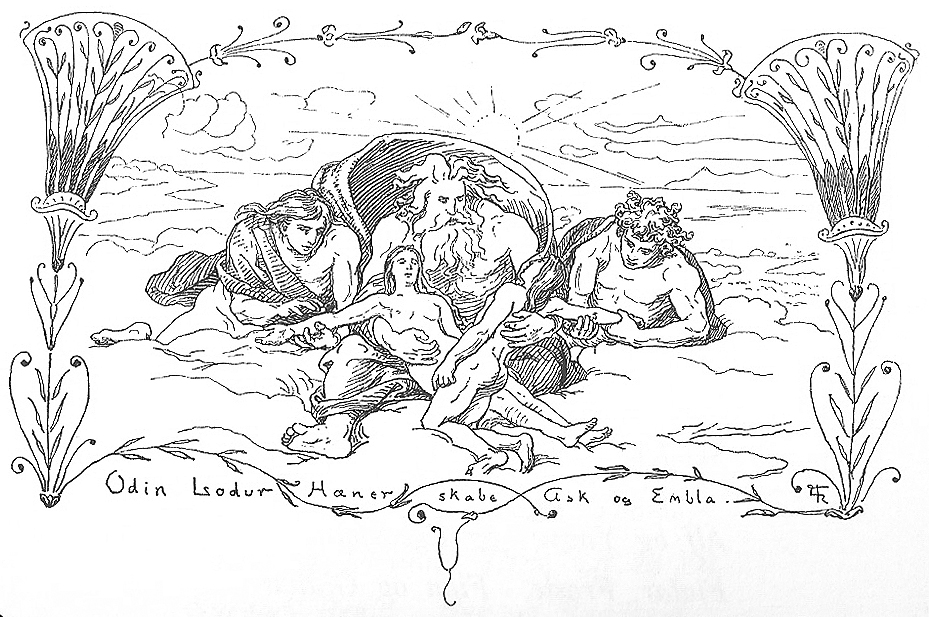
لوحة "خلق آسك وإمبلا" (1895).

في الأساطير الإسكندنافية، أسك وإمبلا (بالإسكندنافية القديمة: Askr ok Embla) (رجل وامرأة على الترتيب)، كانا أول زوج من البشر، خلقتهما الآلهة. ذُكر هذا الزوج في كل من «شعر إيدا»، التي تم تجميعها في القرن الثالث عشر من المصادر التقليدية القديمة، وكذلك نثر إيدا، الذي كتبه في القرن الـ 13 سنوري سترلسون. في كلا المصدرين، ثلاثة آلهة -واحد منهم هو أودين- يجدون أسك وإمبلا ويمنحانهما مختلف الهدايا المادية والروحية. وقد تم اقتراح عدد من النظريات لشرح الشخصيتين، وتمت الإشارة في بعض الأحيان إليهما في الثقافة الشعبية.

## تأثيل
إنَّ الكلمة الإسكندنافية القديمة "askr" تعني حرفياً «شجرة الرماد» لكن أصل كلمة "embla" غير مؤكد، وهناك احتمالان لمعنى "embla" يُقترحان عمومًا. المعنى الأول، «شجرة الدردار»، الاقتراح الثاني هو «المدادة».

## الأسطورة
جاء في أسطورة أسك وإمبلا أنَّه بعد أن خلق أودن وأخواه "في وفيلي [الإنجليزية]" الكونَ والعوالم التسعة، ساروا على الشاطئ حيث عثروا على قرمتين من الحطب، فالتقطوهما وصنعوا منهما شكلًا بشريَّاً. قام أودن بنفخ روح الحياة فيهما ومنحهما «فيلي» الفطنة الحادة، وقدم لهما «في» المشاعر والقُدرة التعبيرية والكلام. وبالإضافة إلى ذلك قدَّم لهما الأشقاء اسمين وثوبين. وسموا الأُنثى «إمبلا» (ويعني الاسم شجرة الدردار)، وسُمي الذكر «أسك» (ويعني الرماد). وقد صار هذان المخلوقان جدي البشرية، وقدموا لهما مكانًا يعيشان فيه وهو الميدغارد.